# Psalidoprocne obscura
Psalidoprocne obscura là một loài chim trong họ Hirundinidae.